# Taranatha
Taranatha (tyb. ཏཱ་ར་ནཱ་ཐ་; ur. 1575, zm. ?) – tybetański lama i uczony.
W 1608 napisał monumentalne dzieło o historii buddyzmu w Indiach, poza tym wiele traktatów na temat kalaćakry (koła czasu), hathajogi i literatury tantrycznej. Legenda głosi, że pod koniec życia udał się do Mongolii, gdzie po śmierci został kanonizowany. Za jego wcielenia są uznawani bogd gegeenowie z Urgi.